# فرودگاه بلاگا
فرودگاه بلاگا (به انگلیسی: Belaga Airport) (به زبان بومی: Lapangan Terbang Belaga) یک فرودگاه همگانی با کد یاتا BLG است که یک باند فرود آسفالت دارد و طول باند آن ۴۲۷ متر است. این فرودگاه در کشور مالزی قرار دارد و در ارتفاع ۶۱ متری از سطح دریا واقع شده‌است.